# Brand-Nagelberg
Brand-Nagelberg ist eine Marktgemeinde mit 1427 Einwohnern (Stand 1. Jänner 2025) im Bezirk Gmünd in Niederösterreich.

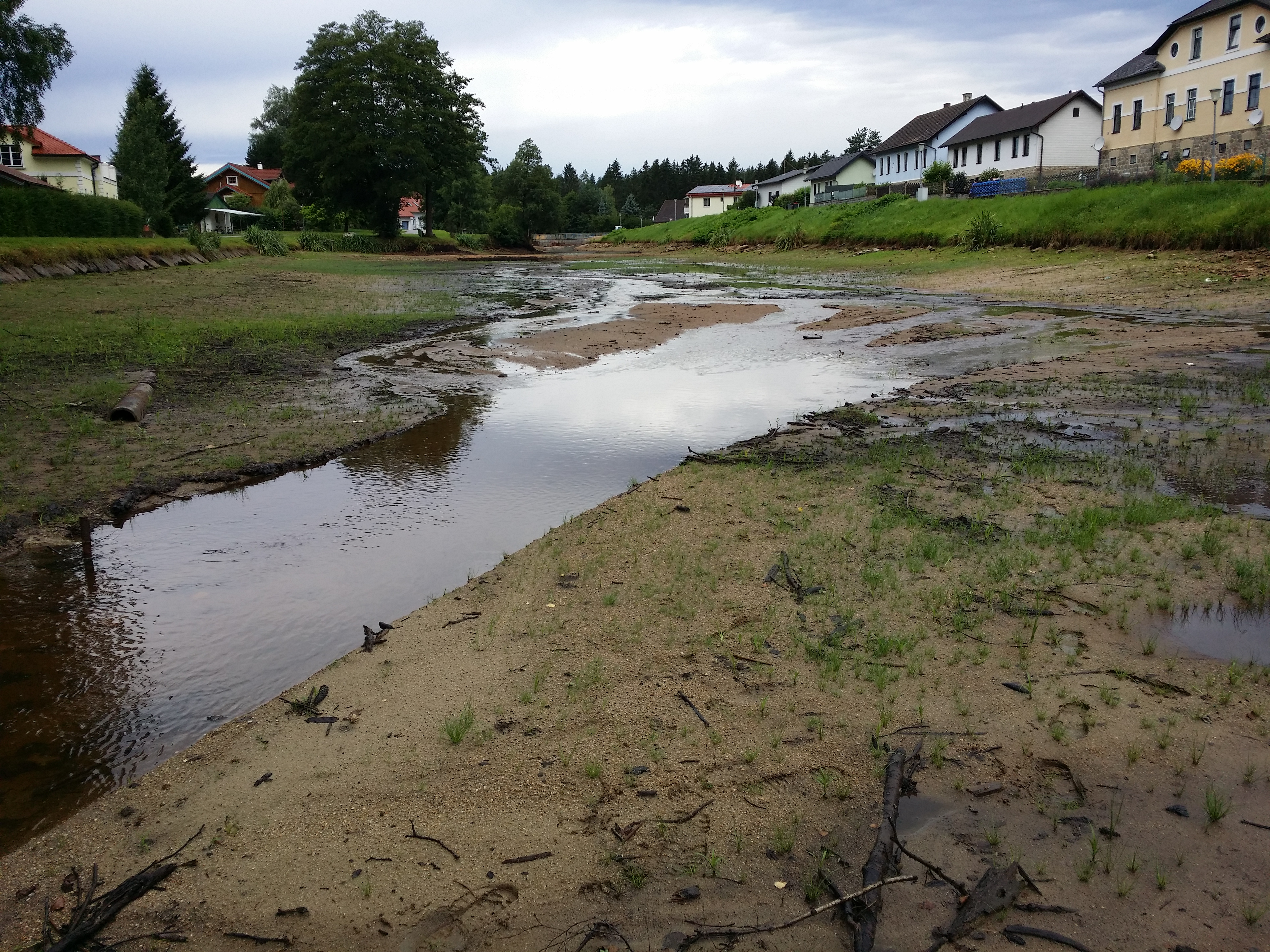
Teich in Altnagelberg

## Geografie
Brand-Nagelberg liegt im Waldviertel in Niederösterreich. Die Fläche der Marktgemeinde umfasst 36,63 km². 68,22 Prozent der Fläche sind bewaldet.

### Gemeindegliederung
Das Gemeindegebiet umfasst folgende fünf Ortschaften (in Klammern Einwohnerzahl Stand 1. Jänner 2025):
- Alt-Nagelberg (551) samt Holzschlag
- Brand (431) samt Brandteichhäuser und Lunkowitzhäuser
- Finsternau (148) samt Sechshaus
- Neu-Nagelberg (87)
- Steinbach (210) samt Forsthartl und Waldhäuseln

Die Gemeinde besteht aus den Katastralgemeinden Brand, Finsternau, Nagelberg und Steinbach.
Brand-Nagelberg ist eine Mitgliedsgemeinde der Kleinregion Waldviertler StadtLand.

### Nachbargemeinden
|              | Litschau                                    |                  |
| Rapšach (CZ) | Kompassrose, die auf Nachbargemeinden zeigt | Heidenreichstein |
|              | Gmünd                                       | Schrems          |

## Geschichte
Am Kaiblloch und am Kaiblstein wurden Funde aus der Jungsteinzeit gemacht. Brand, der Hauptort der Gemeinde, entstand nach einem Waldbrand im Jahr 1666 und wurde 1686 erstmals urkundlich erwähnt. 
Nagelberg ist ein traditioneller Ort der Glasherstellung. Urkundlich ist für das Jahr 1635 eine Glashütte belegt. Ab 1725 gilt der Bestand der Kallmünzerschen Glashütte in Alt-Nagelberg, der „Althütte“, für gesichert. Die „Neuhütte“ in Neu-Nagelberg bestand von 1811 bis 1931. Beide Produktionsstätten kamen 1858 in den Besitz von Carl Stölzle, dem Gründer von Stölzle-Oberglas.
Die Gemeinde wurde 1927 zur Marktgemeinde erhoben. Nach dem Zweiten Weltkrieg kam es zur Errichtung zahlreicher neuer Ein- und Zweifamilienhäuser sowie von Gemeindebauten.
Am 12. Juli 1966 erfolgte die Umbenennung der Gemeinde von Brand in Brand-Nagelberg. Im Zuge der NÖ. Kommunalstrukturverbesserung wurden zum Jahresbeginn 1968 die Gemeinden Finsternau und Steinbach eingegliedert.

### Einwohnerentwicklung
Nach einem Höchststand zu Beginn des 20. Jahrhunderts nahm die Einwohnerzahl nahezu konstant ab. In den letzten Jahrzehnten waren sowohl die Geburtenbilanz als auch die Wanderungsbilanz negativ.
| Brand-Nagelberg: Einwohnerzahlen von 1869 bis 2025  | Brand-Nagelberg: Einwohnerzahlen von 1869 bis 2025 | Brand-Nagelberg: Einwohnerzahlen von 1869 bis 2025 | Brand-Nagelberg: Einwohnerzahlen von 1869 bis 2025 | Brand-Nagelberg: Einwohnerzahlen von 1869 bis 2025 |
| --------------------------------------------------- | -------------------------------------------------- | -------------------------------------------------- | -------------------------------------------------- | -------------------------------------------------- |
| Jahr                                                |                                                    |                                                    |                                                    | Einwohner                                          |
| 1869                                                | 1869                                               |                                                    | 2.294                                              | 2.294                                              |
| 1880                                                | 1880                                               |                                                    | 2.892                                              | 2.892                                              |
| 1890                                                | 1890                                               |                                                    | 2.903                                              | 2.903                                              |
| 1900                                                | 1900                                               |                                                    | 2.795                                              | 2.795                                              |
| 1910                                                | 1910                                               |                                                    | 3.152                                              | 3.152                                              |
| 1923                                                | 1923                                               |                                                    | 2.750                                              | 2.750                                              |
| 1934                                                | 1934                                               |                                                    | 2.582                                              | 2.582                                              |
| 1939                                                | 1939                                               |                                                    | 2.497                                              | 2.497                                              |
| 1951                                                | 1951                                               |                                                    | 2.565                                              | 2.565                                              |
| 1961                                                | 1961                                               |                                                    | 2.468                                              | 2.468                                              |
| 1971                                                | 1971                                               |                                                    | 2.461                                              | 2.461                                              |
| 1981                                                | 1981                                               |                                                    | 2.188                                              | 2.188                                              |
| 1991                                                | 1991                                               |                                                    | 2.013                                              | 2.013                                              |
| 2001                                                | 2001                                               |                                                    | 1.820                                              | 1.820                                              |
| 2011                                                | 2011                                               |                                                    | 1.659                                              | 1.659                                              |
| 2021                                                | 2021                                               |                                                    | 1.463                                              | 1.463                                              |
| 2025                                                | 2025                                               |                                                    | 1.427                                              | 1.427                                              |
| Quelle(n): Statistik Austria, Gebietsstand 1.1.2021 |                                                    |                                                    |                                                    |                                                    |

## Kultur und Sehenswürdigkeiten

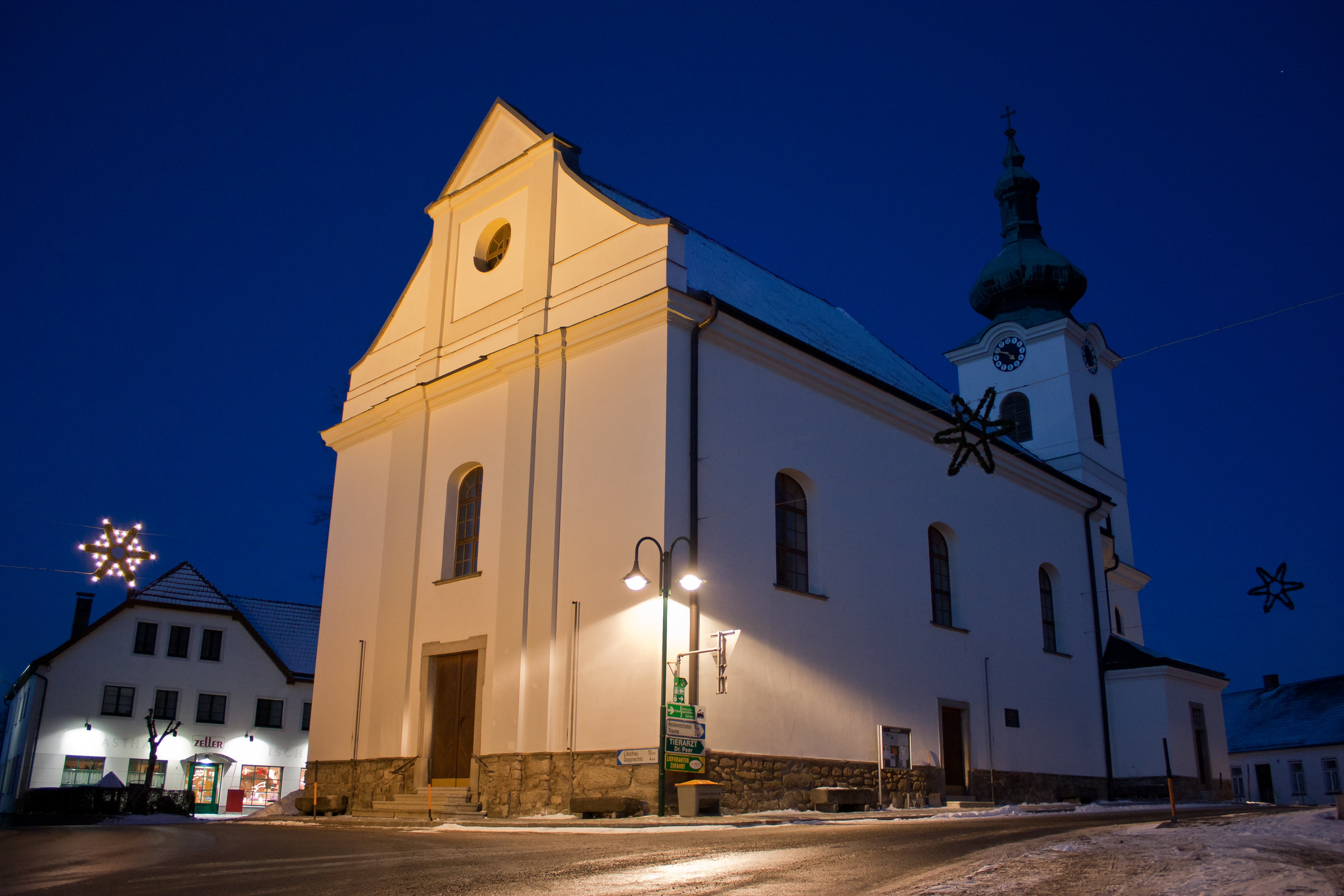
Pfarrkirche Brand bei Gmünd

- Katholische Pfarrkirche Brand bei Gmünd hl. Andreas
- Katholische Pfarrkirche Nagelberg hl. Josef der Arbeiter: Die Kirche wurde von 1959 bis 1960 erbaut.
- Die Ortskapelle Zum gekreuzigten Heiland in Steinbach stammt aus dem Jahr 1786.

## Wirtschaft und Infrastruktur
In der Gemeinde gibt es 40 land- und forstwirtschaftliche Betriebe, davon sind 12 Haupterwerbsbetriebe (Stand 2010). Im Produktionssektor gibt es 21 Betriebe, zwölf beschäftigen sich mit der Herstellung von Waren, neun sind im Bau tätig. Hier sind insgesamt 68 Personen beschäftigt. Der Dienstleistungssektor beschäftigt in 64 Betrieben 153 Arbeitnehmer, vor allem in sozialen und öffentlichen Dienstleistungen sowie im Handel (Stand 2011).

### Verkehr
- Bahn: In Brand-Nagelberg befinden sich die Stationen Alt-Nagelberg und Brand der Waldviertler Schmalspurbahnen. Die Station Neu-Nagelberg liegt zwar beim namensgebenden Ort, aber schon im Gemeindegebiet von Gmünd.
- Radweg: Der Iron Curtain Trail führt durch Brand-Nagelberg.[8]
- Wanderweg: Durch die Gemeinde verläuft der Eisenwurzenweg. Außerdem führt von Finsternau der Wandergrenzübergang Rapšach-Spáleniště/Brand durch die Wälder ins tschechische Malý Londýn.

### Bildung
- Kindergarten: In der Gemeinde befinden sich zwei Kindergärten, einer in Alt-Nagelberg und einer in Brand.
- Volksschule: In Alt-Nagelberg gibt es eine Volksschule.[9]

## Politik

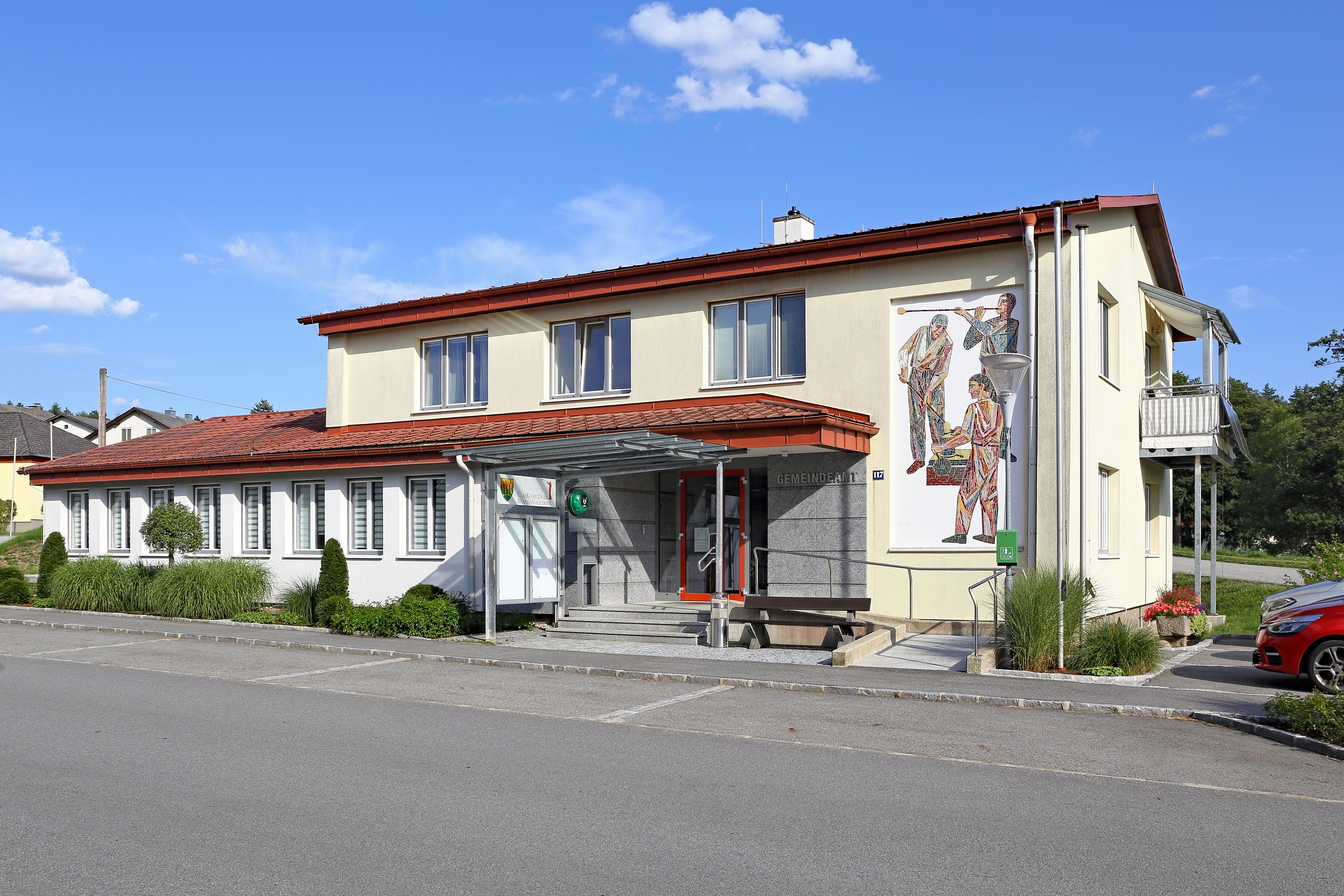
Gemeindeamt

### Gemeinderat
Der Gemeinderat hat 19 Mitglieder.
- Nach den Gemeinderatswahlen in Niederösterreich 1990 hatte der Gemeinderat folgende Verteilung: 17 SPÖ und 4 ÖVP.
- Nach den Gemeinderatswahlen in Niederösterreich 1995 hatte der Gemeinderat folgende Verteilung: 14 SPÖ und 7 ÖVP.[10]
- Nach den Gemeinderatswahlen in Niederösterreich 2000 hatte der Gemeinderat folgende Verteilung: 15 SPÖ, 5 ÖVP und 1 FPÖ.[11]
- Nach den Gemeinderatswahlen in Niederösterreich 2005 hatte der Gemeinderat folgende Verteilung: 15 SPÖ und 4 ÖVP.[12]
- Nach den Gemeinderatswahlen in Niederösterreich 2010 hatte der Gemeinderat folgende Verteilung: 15 SPÖ und 4 ÖVP.[13]
- Nach den Gemeinderatswahlen in Niederösterreich 2015 hatte der Gemeinderat folgende Verteilung: 16 SPÖ und 3 ÖVP.[14]
- Nach den Gemeinderatswahlen in Niederösterreich 2020 hatte der Gemeinderat folgende Verteilung: 12 SPÖ, 6 ÖVP und 1 FPÖ.[15]
- Nach den Gemeinderatswahlen in Niederösterreich 2025 hat der Gemeinderat folgende Verteilung: 14 SPÖ, 3 ÖVP und 2 FPÖ.[16]

### Bürgermeister
- 2002–2022 Franz Freisehner (SPÖ)
- seit 2022 Georg Einzinger (SPÖ)

### Wappen
Das Wappen zeigt im goldenen Feld über einem Berg einen Wald, aus dem rote Feuerzungen schlagen.

### Partnergemeinden
- seit 1974 Brunn am Gebirge. Beide Gemeinden waren traditionelle Glasproduktionsorte.

## Persönlichkeiten
- Adolf Sabelko (1890–1973), römisch-katholischer Geistlicher und CSP-Politiker
- Sebastian Bohrn Mena (* 1985), österreichisch-chilenischer Ökonom, Publizist und Stiftungsgründer[17]